# Émile Noël

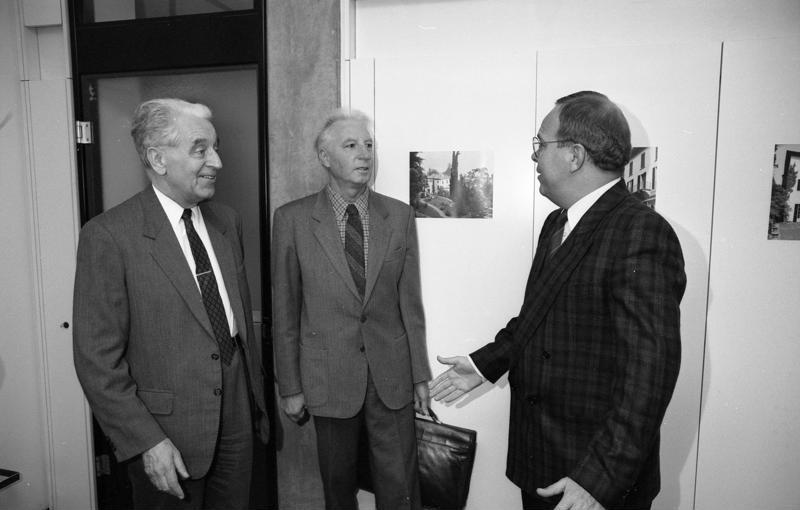
Staatssecretaris Dr. Fritz Schaumamm (rechts) ontvangt
Émile Noël, voorzitter van de European University Institute (links) en Dott. Marcello Buzzonetti (midden), 31 januari 1989

Émile Noël (Istanboel, 17 november 1922 - Viareggio, 24 augustus 1996) was een Franse ambtenaar. Hij was de eerste secretaris-generaal van de Europese Commissie.
Hij werd geboren in een gezin met een Belgische vader en een Franse moeder. Zijn vader was in Istanboel directeur van het bureau van de Compagnie Internationale des Wagons-Lits. De familie verliet Turkije in 1925, in de periode van de politieke omwentelingen in dat land.
Émile Noël studeerde aan de École normale supérieure om dan vanaf 1948 in dienst te gaan bij de Mouvement européen

## Europa
In 1949 werd Émile Noël secretaris van de commissie van algemene zaken bij de Raad van Europa. Van uit diezelfde raad wordt hij - vanaf 1952 - nauw betrokken bij de oprichting van een politieke unie met de zes lidstaten van de EGKS, wat uitliep op een voorlopige mislukking. In 1954 wordt hij kabinetschef van Guy Mollet die op dat moment voorzitter werd van de Raadgevende Vergadering van de Raad van Europa. Hij volgt ook Mollet wanneer deze in 1956 premier van Frankrijk wordt, van waar hij de ontwikkeling van Europa blijft volgen. Zo wordt hij nauw betrokken bij de onderhandelingen op Kasteel Hertoginnedal, waar de 6 oorspronkelijke lidstaten het Verdrag van Rome voorbereidden.
In 1958 wordt hij secretaris-generaal van de Europese Economische Gemeenschap en nadien van de Europese Commissie. Hij bleef in functie tot in 1987.
Van 1987 tot 1993 was hij voorzitter van de European University Institute in Florence.